# Olga Salo
Olga Salo, född Piironen 28 december 1865 i Viborg, död 22 januari 1932 i Lahtis, var en finländsk skådespelare och översättare.
Salo var dotter till murmästaren Wilhelm Piironen och Vabolg Sinko. Hon arbetade ursprungligen som hemlärare, men anslöt sig 1887 till August Aspegrens Folkteater. Åren 1892–1916 var Salo verksam vid Finlands nationalteater och arbetade därefter några år inom Finlands teosofiska förbund. Hon återkom dock snart till teatern och var 1920–1922 chef för Joensuus teater och var senare chef för teatrarna i Kuopio och Lahtis. Under sin skådespelarkarriär innehade Salo över 200 teaterroller, däribland som Sigrid Stålarm i Daniel Hjort och som protagonisten i Kaarina Maununtytär.
Utanför teatern arbetade Salo i tio år som lärare i tal och recitation vid nationalteaters elevskola. En av böckerna hon översatte till finska var skriven av den ryske författaren Leonid Andrejev.

## Filmografi
- 1911 – Anna-Liisa
- 1913 – Sylvi
- 1928 – Tukkijoella